# Fairview (Virginia)
Fairview es un lugar designado por el censo situado en el condado de Mecklenburg, Virginia  (Estados Unidos). Según el censo de 2010 tenía una población de 240 habitantes.

## Demografía
Según el censo de 2010, Fairview tenía una población en la que el 41,7% eran blancos; el 56,7% afroamericanos; el 0,0% eran indios americanos y nativos de Alaska; el 1,7% eran asiáticos; el 0,0% hawaianos y otros isleños del Pacífico; el 0,0% de otra raza, y el 0,0% a partir de dos o más razas. El 1,3% del total de la población eran hispanos o latinos de cualquier raza.